# Ștefan Marian Bejat Popescu
Ștefan Marian Bejat Popescu (n. 7 aprilie 1946) a fost un deputat român în legislatura 1990-1992, ales în județul Gorj pe listele partidului FSN. A fost reales deputat în legislaturile 1996-2000 și 2000-2004 pe listele PD. În legislatura 1990-1992, Ștefan Marian Bejat Popescu a fost membru în grupurile parlamentare de prietenie cu Regatul Belgiei, Mongolia și Canada; în legislatura 1996-2000, a fost membru în grupurile parlamentare de prietenie cu Republica Turcia și Statul Plurinațional Bolivia iar în legislatura 2000-2004, a fost membru în grupurile parlamentare de prietenie cu Republica Turcia și Republica Cehă.   
Marian Ștefan Popescu Bejat a absolvit facultatea de silvicultură din Brașov în 1969 și ulterior a obținut titlul de doctor în științe. În 2005, Marian Ștefan Bejat Popescu a fost denumit în funcția de prefect al județului Gorj. În 2008, Marian Ștefan Bejat Popescu a fost înlocuit din funcția de prefect al județului Gorj.

## Legături externe
- Marian Ștefan Popescu Bejat Arhivat în 11 aprilie 2021, la Wayback Machine. la cdep.ro

1. ↑  Systems, Indaco, Hotărârea nr. 22/2005 privind numirea domnului Popescu-Bejat Ştefan-Marian în funcţia de prefect al judeţului Gorj (în Romanian), Lege5
2. ↑  Prefectul judetului Gorj a fost inlocuit din functie, Ziare.com, 31 martie 2025